# William Rivers
William Halse Rivers "W.H.R." Rivers FRS (Chatham, Kent, 12 de març de 1864 - Cambridge, 4 de juny de 1922) és un científic anglès en diversos àmbits de les ciències humanes (antropologia, antropologia mèdica, etnologia, neurologia, psiquiatria, psicologia). És conegut sobretot pels seus treballs sobre el trastorn per estrès posttraumàtic dels soldats de la Primera Guerra Mundial, però també per la seva expedició a l'estret de Torres el 1898 on va fer un estudi extens i important sobre les poblacions de la Melanèsia. El pacient més famós de Rivers va ser Siegfried Sassoon, el poeta de guerra anglès. També és reconegut el seu treball de recerca sobre el tema del parentiu.

## Traduccions al català
- Medicina, màgia i religió.  Tarragona: Publicacions URV, 2010 (Antropologia Mèdica; 3). ISBN 9788469376621.